# موشتین (شلسویگ-هولشتاین)
موشتین (به آلمانی: Mustin) یک شهر در آلمان است که در هرتسوگتوم لاونبورگ واقع شده‌است.
 موشتین  ۶۹۴ نفر جمعیت دارد.